# Sortimo
Die Sortimo International GmbH ist ein deutscher Hersteller von Fahrzeugeinrichtungen für leichte Nutzfahrzeuge sowie von modularen Transport- und Organisationssystemen für Werkzeuge und Materialien. Die Produkte richten sich vor allem an Anwender aus Handwerk, Service und Industrie. Das mittelständische Familienunternehmen hat seinen Sitz und Produktionsstandort im bayerischen Zusmarshausen. Der Name Sortimo steht für Sortiment mobil.

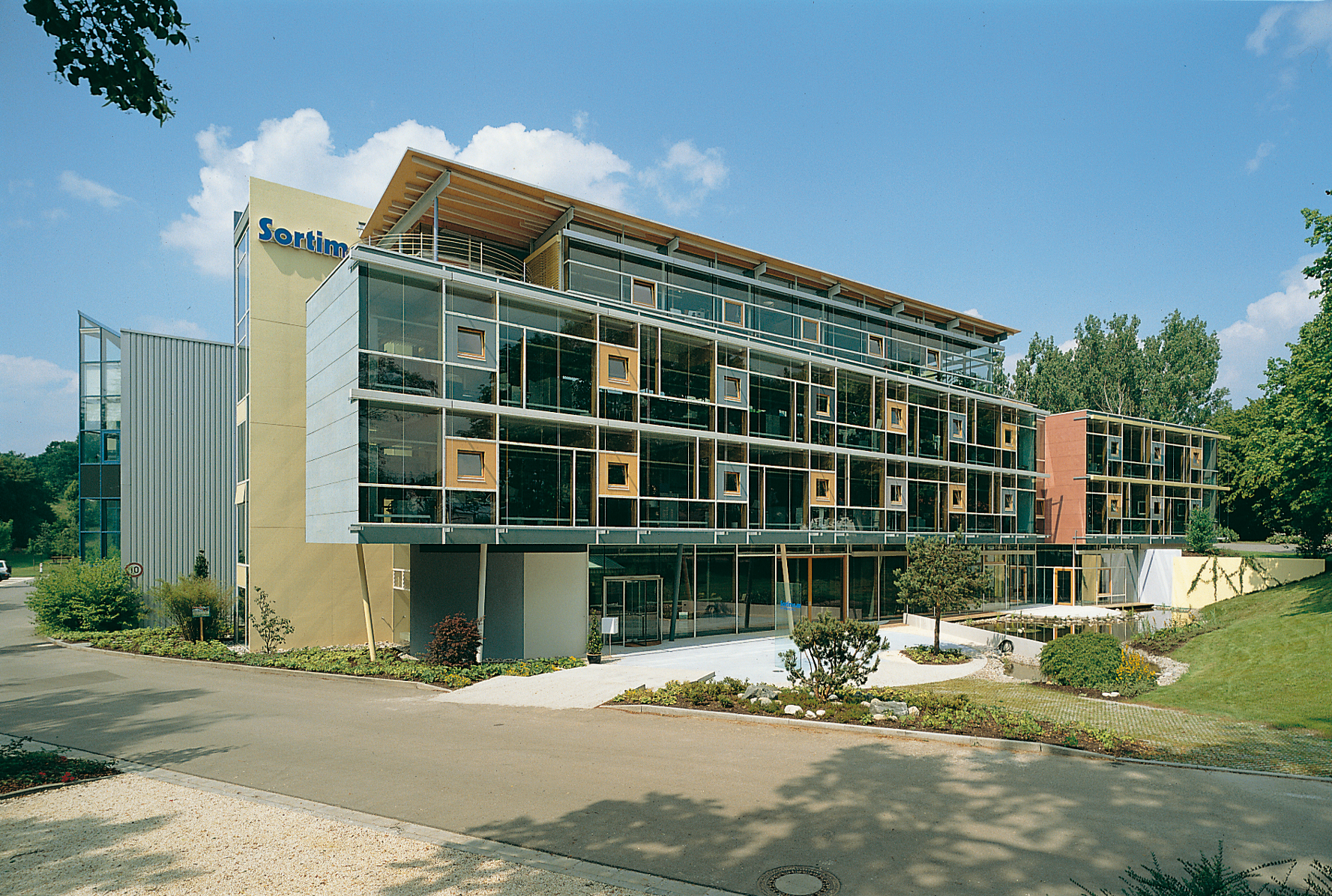
Hauptsitz Sortimo (Zusmarshausen)

Sortimo betreibt in Deutschland ein dichtes Vertriebsnetz aus eigenen Niederlassungen und Franchise-Partnern und ist in darüber hinaus in 35 Ländern präsent.

## Geschichte
Die Sortimo International GmbH wurde 1973 von Herbert Dischinger im Alter von 25 Jahren gegründet. Dischinger entwickelte einen Metallkoffer mit Einsätzen aus Kunststoff für den sicheren Transport von Teilen und Werkzeugen. Die Abmessungen dieser Produkte wurden bald zum Industriestandard und waren so konzipiert, dass sie in Fahrzeugeinrichtungen integriert werden konnten.
In den ersten Jahren ließ Sortimo die Fertigung durch externe Unternehmen durchführen. 1991 begann der Bau eines neuen Werks in Zusmarshausen, das 1992 den Betrieb aufnahm und bis heute als zentraler Produktionsstandort dient. Die erste Produktionsstätte des Unternehmens befand sich in Biburg bei Diedorf.
1990 wurde die Tochtergesellschaft Sortimo in die eigenständige Sortimo International Ausrüstungssysteme für Servicefahrzeuge GmbH umgewandelt. 1994 erhielt das Unternehmen als erstes der Branche die Qualitätsmanagement-Zertifizierung DIN EN ISO 9001. Die Produkte sind zudem TÜV-zertifiziert.
Im Frühjahr 2008 eröffnete Sortimo ein neues Logistikzentrum. 2018 errichtete das Unternehmen an der A8 bei Zusmarshausen den Sortimo Innovationspark. Dieser umfasst aktuell 72 Schnellladepunkte sowie eine ergänzende Campusstruktur mit Büro- und Veranstaltungsräumen. Der schrittweise Ausbau auf bis zu 144 Ladepunkte ist bereits in Planung. Der Standort verfolgt ein umfassendes Konzept zur Energieeffizienz und Nachhaltigkeit und wird zudem als Veranstaltungs- und Schulungscampus genutzt.

## Unternehmensstruktur
Die Sortimo International GmbH ist ein Tochterunternehmen der Sortimo Grundstücks- und Beteiligungs-GmbH. Sortimo unterhält ein deutschlandweites Vertriebsnetz, welches aus neun Niederlassungen und 23 Stationspartnern besteht. Vom Produktionsstandort Zusmarshausen aus werden die Produkte weltweit exportiert.
Geleitet wird das mittelständische Familienunternehmen seit 1998 von den Geschäftsführern Reinhold Braun und Klaus Emler.
Sortimo ist an mehreren Joint Ventures beteiligt: 2012 bildeten die Robert Bosch GmbH und Sortimo das Joint Venture BS Systems GmbH & Co. KG. Der Unternehmensgegenstand von BS Systems liegt in der Weiterentwicklung und dem individuellen Vertrieb der L-BOXX als mobile Umverpackung und flexibles Transportsystem.

## Produktportfolio
Sortimo ist laut eigenen Angaben führender Hersteller von Fahrzeugeinrichtungen für Nutzfahrzeuge.
Sortimo entwickelt intelligente Mobilitätslösungen zur Ausstattung von Nutzfahrzeugen für Handwerk, Service und Industrie. Zu den bekanntesten Produkten gehört das L-BOXX-System, ein gemeinsam mit Bosch entwickeltes, stapelbares Transportkoffersystem, das branchenübergreifend im Einsatz ist. Ergänzt wird das Sortiment durch mobile Arbeitsstationen (WorkMo), Ladungssicherungssysteme (ProSafe) und das ProClick-Tragesystem für Werkzeuge.
2024 stellte Sortimo in Kooperation mit Volkswagen Nutzfahrzeuge das One Click System vor, ein innovatives Regalsystem für Nutzfahrzeuge, das eine werkzeuglose, sekundenschnelle Anpassung und Befestigung von Regalinhalten durch einfaches Ein- und Ausklicken der Regalelemente ermöglicht. 
Das modulare Produktangebot ist auf die Anforderungen mobiler Arbeitsprozesse ausgerichtet und wird durch digitale Services für Flottenmanagement ergänzt.

## Stiftung
Die Sigrid und Herbert Dischinger-Stiftung unterstützt verschiedene Projekte in und um Augsburg.